# John Closterman

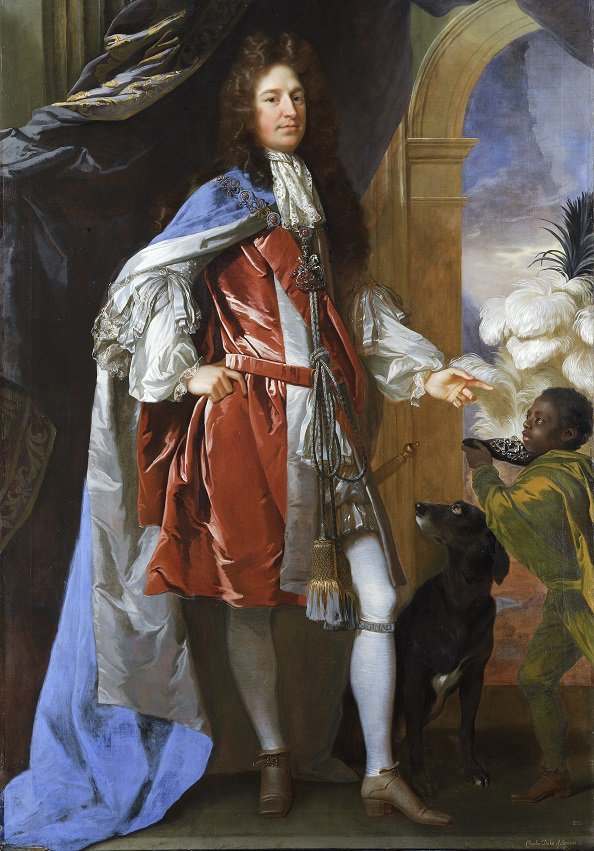
Charles Seymour, 6de hertog van Somerset (John Closterman, 1690–1692)

John Closterman (Osnabrück, 1660 – Londen, begraven op 24 mei 1711) was een Duits-Engels schilder en tekenaar, vooral bekend om zijn portretten van de Europese adel en Britse elite.
Closterman kreeg in Osnabrück zijn eerste opleiding van zijn vader, die ook schilder was. In 1679 vertrok hij naar Parijs, waar hij in de leer ging bij François de Troy en diens portretstijl overnam. In 1681 verhuisde hij naar Londen, waar hij de ruimte vulde die na de dood van Peter Lely was ontstaan. Hij werkte samen met John Riley aan diverse society- en koninklijke portretten en werd beroemd om zijn weergave van stoffen en kant. Na Riley’s dood in 1691 nam Closterman de studio en diens klantenkring over, waaronder Charles Seymour, 6de hertog van Somerset. Voor het schilderen van draperieën huurde hij James Parmentier in. Zijn kunst genoot grote waardering aan het Britse hof en bracht hem aanzienlijke rijkdom en roem. In 1698 werd Closterman uitgenodigd naar Madrid om de Spaanse koning en koningin te portretteren, een reis die hij maakte onder de hoede van de Engelse edelman James Stanhope. Na zijn verblijf in Spanje reisde hij door naar Italië, waar hij in Rome werkte. Hij ontmoette er de schilder Carlo Maratta, en schilderde zijn portret. Terug in Engeland (1700) werd Closterman opnieuw een invloedrijk lid van de St. Luke's Club, een vereniging van kunstenaars.
Zijn vrouw overleed in 1702. Op 19 augustus 1710 stelde hij zijn testament op. Negen maanden later overleed hij en werd begraven in St. Paul's Church in Covent Garden. 
- Bibliothèque nationale de France: cb14802545x (data)
- Gemeinsame Normdatei: 129497762
- International Standard Name Identifier: 0000 0001 1649 1527
- Library of Congress Control Number: nr99035223
- Nationale bibliotheek van Australië: 36521755
- Nederlandse Thesaurus van Auteursnamen: 131769634
- RKD-Nederlands Instituut voor Kunstgeschiedenis: 17309
- Système universitaire de documentation: 136478255
- Trove: 1270505
- Union List of Artist Names: 500018515
- Virtual International Authority File: 892148947846154950006
- WorldCat: E39PBJvxvbCVb8wqBTQQw4kYyd